# 利比亞國家頻道
利比亚国家频道（LNC）（阿拉伯语 ： قناة ليبيا الوطنية），又称利比亚国家电视台或简称利比亚频道，是利比亚的一个电视频道，主要播放新闻。该频道于2011年穆阿迈尔·卡扎菲政权倒台后成立，是欧洲广播联盟(EBU)和阿拉伯国家广播联盟(ABSU) 的成员。该频道致力于向利比亚人民提供中立且不亲近利比亚内战中任何一方的内容。 
由于利比亚的安全局势，以及对利比亚媒体机构的数次恐怖袭击， 该新闻频道总部设于约旦安曼，新闻亦在此播出。 不过，该频道在利比亚各地都有地区办事处和记者。